# Motor associatiu
Un motor associatu en software CAD/modelatge de sòlids és el component que manté les relacions associatives entre la col·lecció d'entitats geomètriques. Les relacions associatives són bàsicament expressions LISP que descriuen l'orientació i la posició de dues o més entitats geomètriques en relació amb altres. El motor associatiu forçarà una regeneració mitjançant l'ús d'operacions de transmigració si l'usuari canvia qualsevol de les associacions utilitzades per a produir l'estat de canvi final.